# Cyrtinus granulifrons
Cyrtinus granulifrons là một loài bọ cánh cứng trong họ Cerambycidae.